# 伊藤辰哉
伊藤 辰哉（いとう たつや、1976年12月21日 - ）は、1990年代後半から2000年代前半にかけて活躍した日本の陸上競技選手。1997年に初めて20秒台をマークした。2002年アジア選手権200m代表。群馬県出身。

## チーム遍歴
- 前橋市立荒砥中学校
- 群馬県立前橋東高等学校
- 順天堂大学陸上競技部
- 富士通陸上競技部

## 経歴
- 順天堂大学に入学後、一躍日本のトップ選手に成長。卒業後は富士通に入社。伊東浩司・土江寛裕ら稀代の名スプリンターと親交を結ぶ。
- 2000年 第84回日本選手権で200mに20秒93の好記録をマークし石塚英樹・福長正彦に次ぐ3位に入る。全日本実業団対抗選手権でも21秒09で3位。
- 2001年 実業団・学生対抗で100mに10秒35（+1.2）で優勝。大会最優秀選手に選出される。また、全日本実業団選手権では、土江寛裕らと組んだ4×100mRで優勝。
- 2002年 南部忠平記念で200mに出場、20秒90の大会新をマークするが、末續慎吾に敗れ準優勝。第36回織田幹雄記念では200mに出場し、Morne NAGEL（南アフリカ）、徐自宙（中国）に次ぐ3位に入る、タイムは21秒14。
- 同年、第86回日本選手権で200mに出場、21秒10の好記録をマークするが、宮崎久に敗れ準優勝。日本選手権リレーでは4×100mリレーに土江寛裕・伊藤辰哉・藤本俊之・河邉崇雄のオーダーで臨み39秒44をマークし準優勝。
- 2003年 第87回日本選手権200mで20秒72をマークし、パリ世界陸上の参加標準記録B（20秒75）を突破した。しかし、国内での代表選考に漏れ出場できず。
- 2004年 第88回日本選手権で200mに出場、予選で2＋2のところに高橋和裕と宮崎久と同じ組になり、21秒31をマークしたものの決勝に進出することができなかった。

## 関連文献
- 「月刊陸上競技」1998年11月号
- 「月刊陸上競技」1999年3月号